# Banahaw
Banahaw je aktivní sopka na filipínském ostrově Luzon. S výškou 2 170 m je nejvyšší horou provincií Laguna a Quezon. Její území patří do chráněné přírodní památky Banahaw – San Cristobal, dosahující rozlohy 109 km². V současnosti je sopka nečinná, k poslední erupci došlo roku 1909, ale panují o ní pochybnosti.

## Popis
Převážně andezitový vulkanický komplex se skládá z několika vrcholů (San Cristobal, Banahaw de Lucban, Buho Masalakot Domes a Mayabobo) z nichž nejvyšší je právě Banahaw. Dále se v lokalitě vyskytují maary (jezera Dagatan a Ticab), včetně termálních i netermálních pramenů (Tiaong-San Pablo, Bakia, Sampaloc, Mainit a Cagsiay).
Banahaw jizví kráter s rozměry 3,5 × 1,5 km a hloubkou 210 m. Jeho jižní okraj je přerušen, což možná způsobila erupce roku 1730. Předtím se v kráteru rozkládalo jezero a jeho zánik způsobil povodně, které zničily město Sariaya.

## Význam
Sopka je poutní lokalita. Místní obyvatele věří, že hora je svaté a duchovně nabité místo. Za posvátné považují také její okolí, včetně pramenů, jejichž voda má údajně blahodárné účinky.

### Turismus
Banahaw kromě poutníků vyhledávají také horolezci. Ročně jí navštíví až několik tisíc. K sopce se dá dostat čtyřmi různými stezkami, vedoucí například z Dolores, Sariaya a Quezon City. Nejčastěji využívanými stezkami jsou Cristalino a Tatlong Tangke. Celková cesta v průměru trvá 5 až 9 hodin. Na vrcholu hory se rozkládá několik vyhlídek, označené jako Durungawan I, II a III. Dalšími vyhledávanými místy jsou jeskyně Kuweba ng Diyos Ama nebo pramen v Brgy.

#### Znečištění
Díky neustálé horolezecké aktivitě jsou horské stezky plné odpadu. V březnu 2004 nařídilo ministerstvo životního prostředí a přírodních zdrojů pětileté pozastavení turistické činnosti v horách, což zahrnovalo stezky z Dolores a Sariaya. Znovuotevření bylo odloženo a poté bylo naplánováno na březen 2012, ale bylo dále prodlouženo do února 2015. Hora pro turisty zůstává dodnes uzavřená.

### Endemická fauna
Svahy sopky jsou domovem řady endemických druh žab, jako například: Platymantis banahao, Platymantis indeprensus, Platymantis montanus, Platymantis naomii a Platymantis pseudodorsalis.

## Galerie

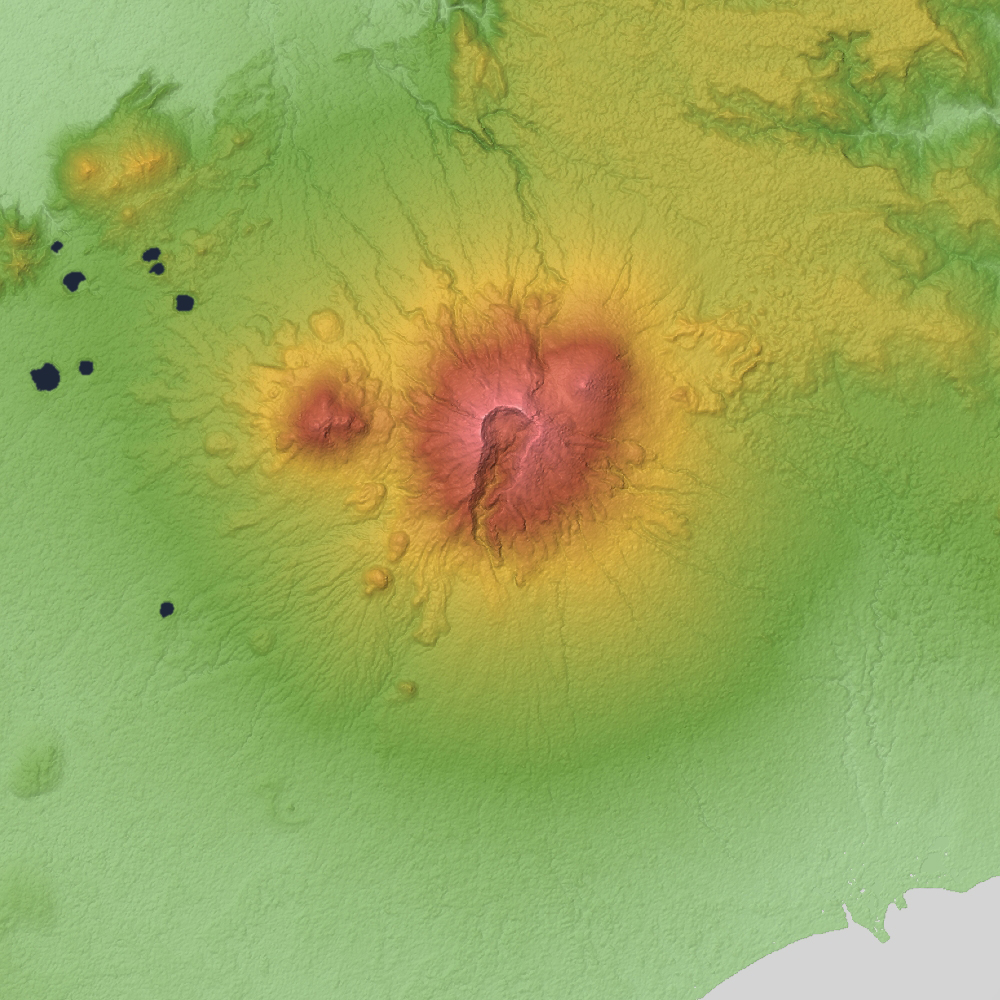
Topografická mapa.
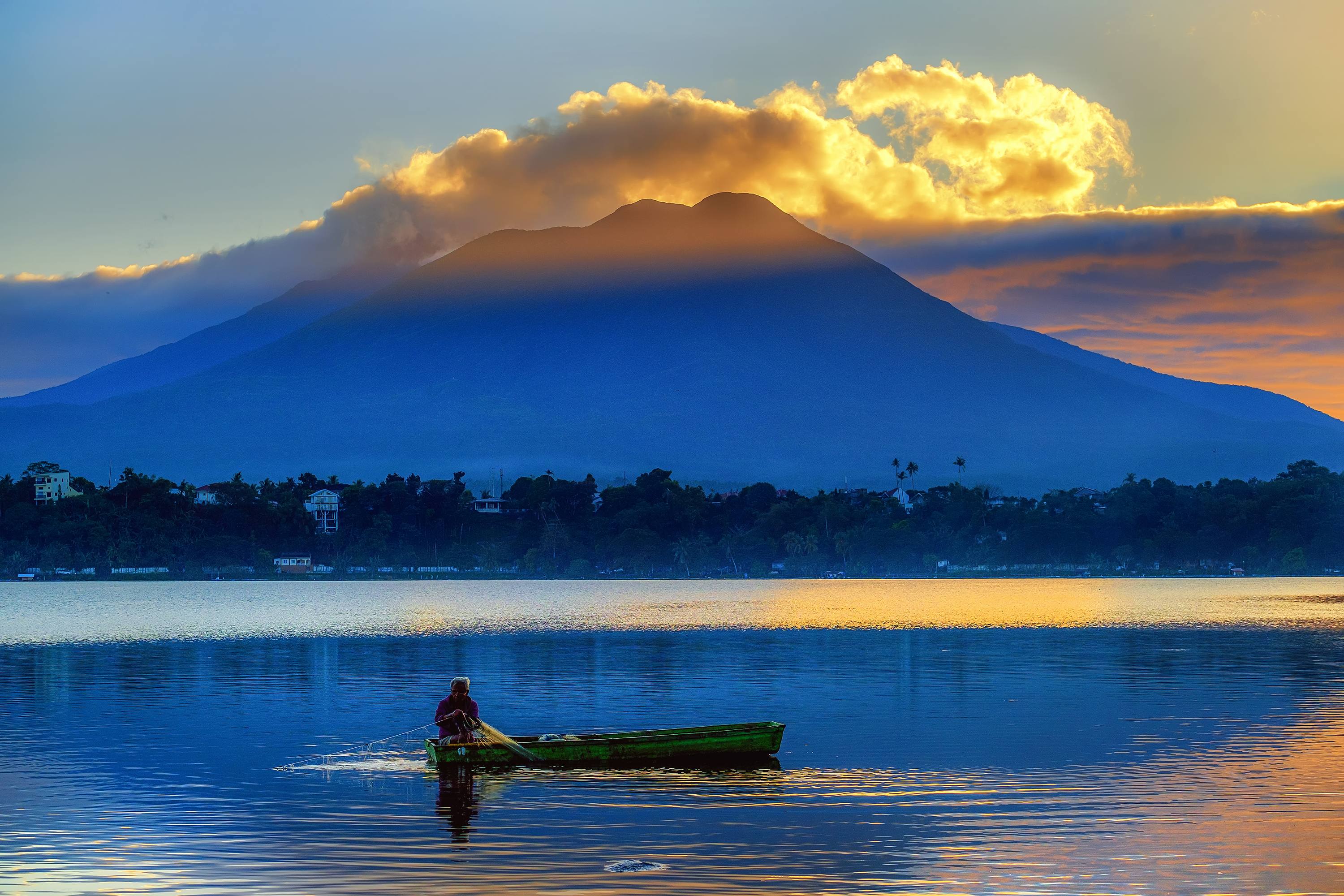
Pohled z jezera Sampaloc.
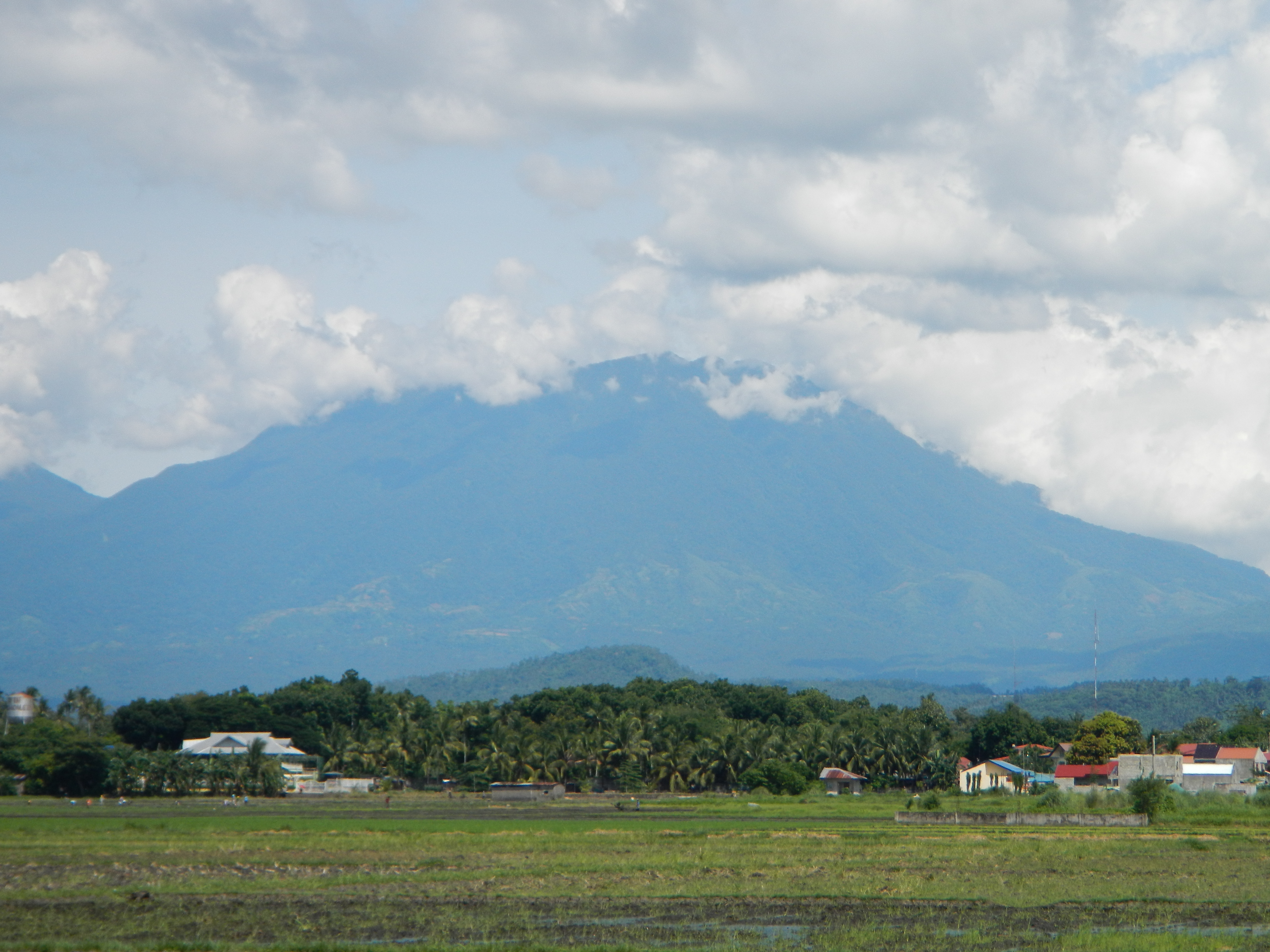